# Mylnyky (hromada Wertijiwka)
Mylnyky (ukr. Мильники) – wieś na Ukrainie, w obwodzie czernihowskim, w rejonie niżyńskim, w hromadzie Wertijiwka. W 2001 liczyła 348 mieszkańców.